# Проект Пионер-Венера
Мисията Пионер до Венера се състои от два компонента, изстреляни поотделно. Пионер Венера 1 или Пионер Венера Орбитър е изстрелян през 1978 г. и изучава планетата за повече от десетилетие след установяването си в орбита през 1978. Пионер Венера 2 изпраща четири малки сонди във венерианската атмосфера. Това е осъществено от Изследователския център Амес на НАСА като част от серията космически апарати Пионер, които включват Пионер 10 и Пионер 11.